# Jambe noire
 Mise en garde médicale

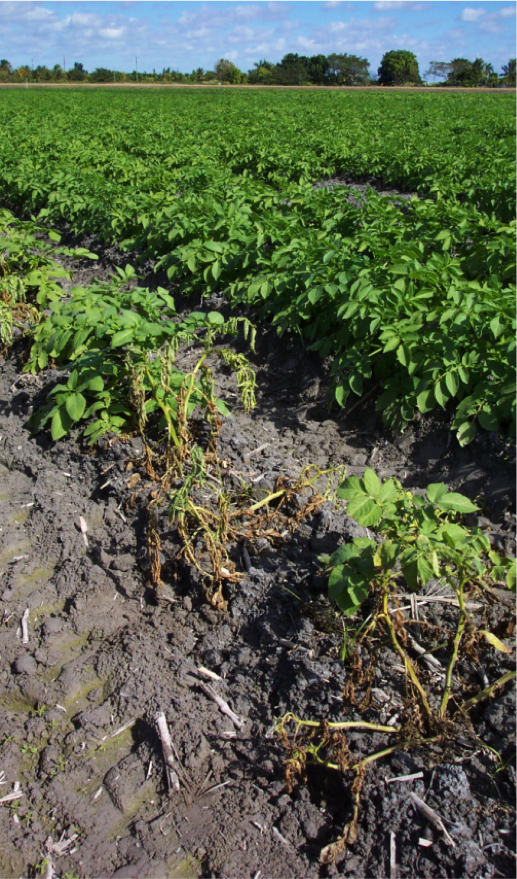
Symptômes de jambe noire sur un champ de pomme de terre.

La jambe noire, appelée aussi « pourriture molle », « pourriture bactérienne », « pourriture lenticellaire », est une maladie bactérienne qui affecte les champs de pomme de terre ainsi que les tubercules en cours de stockage. Elle est présente dans toutes les régions de culture de la pomme de terre, aussi bien dans les régions tempérées que dans les régions chaudes.
Cette maladie se manifeste au champ par des phénomènes de pourriture affectant tant les tiges qui se flétrissent et prennent une coloration foncée dans les parties basses (symptôme de la jambe noire) que les tubercules qui pourrissent de l'intérieur n'étant retenus que par la peau. En conservation, les tubercules atteints peuvent contaminer par contact le reste du stock.  
La jambe noire est provoquée par des bactéries des genres Pectobacterium et Dickeya de la famille des Enterobacteriaceae. Ces bactéries étaient précédemment classées dans le genre Erwinia, les principales étant Erwinia carotovora reclassée dans le genre Pectobactrium et Erwinia chrysanthemi  reclassée dans le genre Dickeya. Ces bactéries phytopathogènes ont de nombreuses plantes-hôtes parmi les plantes cultivées en dehors de la pomme de terre, dont la carotte (sur laquelle a été isolée en premier Erwinia cartovora), l'endive, la betterave sucrière, la tomate, les chrysanthèmes, les bégonias, etc. ainsi que parmi les plantes adventices.
En l'absence de traitement bactéricide, la lutte contre cette maladie passe principalement par des mesures prophylactiques destinées à contenir la dissémination et la prolifération des bactéries responsables : utilisation de plants certifiés, rotations longues, drainage des sols, limitation de la fertilisation azotée, limitation des blessures mécaniques lors de la récolte, séchage des tubercules lavés...

## Moyens de lutte

### Techniques culturales
La lutte contre la jambe noire de la pomme de terre s'appuie principalement sur le recours à des pratiques culturales de prévention.
Ces pratiques reposent sur des techniques de propagation stérile, l'adaptation du calendrier de plantation en fonction des connaissances sur les conditions spécifiques de développement des bactéries Pectobacterium atrosepticum, l'élimination des plants et débris végétaux infectés pendant la saison de croissance, la réduction des lésions des tubercules lors de la récolte, et des méthodes de stockage appropriées.

#### Propagation stérile
Les tubercules étant le principal vecteur de survie et de diffusion de Pectobacterium atrosepticum, l'utilisation de pommes de terre de semence issues de cultures de tissus a été le moyen de briser avec succès le report d'année en année du cycle de la maladie. En limitant à 5 à 7 ans le nombre de générations en culture de ces pommes de terre de semence, on évite l'accumulation de la contamination des tubercules. 
Une méthode de propagation stérile consiste à planter des pommes de terre saines entières. Si des pommes de terre de semence saines doivent être coupées, elles doivent abord être réchauffées à 12-15 °C, coupées, stockées pendant 2 jours à 12-15 °C  dans un environnement humide avec une bonne circulation d'air. Cette période de réchauffement et de stockage garantie une bonne subérisation des tissus propres à former une barrière à l'infection par P. atrosepticum.

#### Plantation
Pectobacterium atrosepticum prospère dans des conditions fraiches et humides. De ce fait, la plantation des plants de pommes de terre dans un sol bien drainé et réchauffé bien au-dessus de 10 °C est une condition très importante pour empêcher l'apparition de la maladie dès le début du cycle de vie de la plante, période pendant laquelle elle est plus sensible aux effets les plus graves de la maladie

#### Fertilisation
Augmenter l'apport d'engrais azotés permet de réduire l'incidence de l'infection des tiges par la jambe noire.

#### Pendant la saison de croissance
Bien que la blessure de plantes saines risque de propager l'agent pathogène de la maladie, si les techniques appropriées sont suivies, l'élagage de toutes les parties des plantes infectées par la jambe noire peut être un moyen utile pour réduire l'inoculation du sol.

#### A la récolte et en cours de stockage
Étant donné que Pectobacterium atrosepticum survit mieux dans les tubercules et contribue en outre à la pourriture molle, il est extrêmement important de réduire la propagation de l'agent pathogène en supprimant les tubercules présentant des signes de pourriture molle avant qu'ils soient répartis sur les lignes de classement et dans les caisses en vue du stockage. 
Réduire les meurtrissures des tubercules après la récolte  est également important, surtout pour les pommes de terre de semence. En outre, il est important de conserver les pommes de terre à basse température, avec une aération suffisante et une humidité contrôlée afin de minimiser le développement de l'agent pathogène dans les stocks infestés,.